# 傑姆基夫卡
48°32′26″N 29°5′4″E / 48.54056°N 29.08444°E
傑姆基夫卡（烏克蘭語：Демківка），是烏克蘭的村落，位於該國西南部文尼察州，由海辛區負責管轄，始建於1600年，面積3.8平方公里，海拔高度221米，2001年人口1,248，人口密度每平方公里328.85人。